# FCマルティーグ
フットボール・クルブ・ドゥ・マルティーグ（Football Club de Martigues）は、フランス・マルティーグに本拠地を置くサッカークラブ。
1921年、その2年前に設立されたマルティーグのスポーツクラブのサッカー部門として発足。長らく地方リーグに所属していたが、1970年代中頃より2部にあたるディビジョン・ドゥに定着。1992-93シーズンに同リーグで優勝を果たし、トップリーグのディビジョン・アンに昇格した。1994-95シーズンにクラブ最高位である11位を記録したが、翌シーズンにあえなく降格。その後は3部と4部を行き来するシーズンが続いている。

## タイトル

### 国内タイトル
- リーグ・ドゥ（ディヴィジョン・ドゥ）：1回

1992-93

### 国際タイトル
なし

## 過去の成績
- 2010-11 フランスアマチュア選手権・グループC 2位　昇格
- 2011-12 フランス全国選手権 18位　降格
- 2012-13 フランスアマチュア選手権・グループB 4位

## 歴代所属選手
- ベルナール・ボスキエ 1974-1976
- エリック・カントナ 1985-1986
- エリック・ディ・メコ 1987-1988
- ルボミール・ルホビー 1990-1992
- ジャン＝マルク・フェレリ 1993-1994
- ジャメル・ベルマディ 1996-1997
- トーマス・フランコフスキー 1997-1998
- ダニエル・クザン 1997-1998
- ノエ・パマロ 1997-1999
- アント・ドロブニャク 2001-2002
- セリム・ベナシュール 2001-2002
- ロッド・ファンニ 1999-2002